# Сахневич Андрій Володимирович
Сахне́вич Андрі́й Володи́мирович (нар. 17 квітня 1989, Житомир, СРСР) — український футболіст, правий захисник житомирського «Полісся».
Випускник академії київського «Динамо». Залучався до матчів юнацької та молодіжної збірних України.

## Життєпис
Андрій Сахневич народився у Житомирі, де й розпочав заняття футболом, спочатку у ДЮСШ «Кроша» (перший тренер — С. Єрмаков), а згодом в ДЮШОР «Полісся». Влітку 2006 року перейшов до академії київського «Динамо», після закінчення якої тривалий час виступав за резервні команди динамівської системи: «Динамо-2» та «Динамо-3». Незважаючи на те, що до тренувань з основою Сахневича залучали доволі часто, у першій команді киян він провів лише один поєдинок — чвертьфінал кубка України проти алчевської «Сталі», що відбувся 12 листопада 2008 року. Взимку 2009 року Юрій Сьомін брав молодого захисника на зимові збори команди, однак довести свою перевагу над конкурентами Андрій так і не зміг. Під час виступів у «Динамо» захисник неодноразово залучався до участі в іграх юнацьких (U-17, U-18) та молодіжної збірних України.
Після закінчення сезону 2009/10 Сахневич залишив «Динамо» у статусі вільного агента. Вів перемовини щодо підписання контракту з представниками «Таврії» та «Севастополя», однак до укладання угоди справа так і не дійшла. В цей же час заліковував травму коліна, яка завадила йому отримувати ігрову практику протягом останніх півроку у «Динамо».
На початку 2011 року перейшов до лав «Олександрії», разом з якою став переможцем першої ліги чемпіонату України і здобув підвищення у класі. Втім, гідно змагатися з елітою українського футболу олександрійцям не вдалося і рік потому вони знову повернулися до другого за силою українського дивізіону. Допомігши своїй команді у першому колі, Сахневич почав шукати варіанти повернення до Прем'єр-ліги самотужки.
6 лютого 2013 року Андрій Сахневич підписав дворічний контракт із запорізьким «Металургом».

### Травма Валерія Юрчука
20 жовтня 2018 під час домашнього матчу Андрій Сахневич зіграв грубо і важко травмував воротаря СК «Дніпро-1» Валерія Юрчука (перелом щелепи, голкіпер потрапив до лікарні одразу з поля). Однак суддя матчу Ярослав Козик показав Сахневичу лише жовту картку. На думку капітана дніпрян Сергія Кравченка, захисник мав отримувати за це порушення пряму червону картку, оскільки м'яч був у руках у воротаря, а суперник на нього котився, намагаючись зіграти до кінця на слизькому полі.

## Досягнення
- Переможець першої ліги чемпіонату України: 2010/11